# Phlogophora pallens
Phlogophora pallens là một loài bướm đêm trong họ Noctuidae.